# سه الهه رحمت (رافائل)
سه الههٔ رحمت (به ایتالیایی: Tre Grazie)، یک نقاشی رنگ و روغن توسط نقاش ایتالیایی رافائل است که در موزه کنده شانتیئی در فرانسه قرار دارد. تاریخ خلق این اثر به درستی مشخص نیست؛ هر چند به نظر می‌رسد پس از حضور پیترو پروجینو در حدود ۱۵۰۰، احتمالاً ۱۵۰۳ تا ۱۵۰۵ کشیده شده باشد. به گفته جیمز پاتریک در سال ۲۰۰۷ در کتاب رنسانس و اصلاحات در این نقاشی برای اولین بار است که رافائل تصویری برهنه از زنان را هم از جلو و هم عقب کشیده.